# كرم جابر
كرم إبراهيم جابر ولد في 1 سبتمبر 1979 في الإسكندرية بمصر. رياضي مصري في مجال المصارعة الرومانية، حقق لمصر ميدالية ذهبية أوليمبية بعد انقطاع عن الميداليات الذهبية منذ عام 1948 حين حصد الرباع إبراهيم شمس على ذهبية رفع الأثقال للوزن الخفيف.
وهو متزوج من روسية. كما خسر من بطل روسيا في نهائي وزن 84 كجم في اولمبياد لندن 2012 من خطأ تحكيمى فاضح ليحصل على الميدالية الفضية. كما تقاعس المدرب عن طلب { الاعتراض القانونى } والذي كان من الممكن تصحيح خطأ الحكم لصالح جابر

## إنجازاته في أولمبياد أثينا
الحصول على ذهبية وزن 96 كجم في المصارعة الرومانية واعتبر أفضل مصارع في الدورة

## اولمبياد لندن 2012
استطاع المصارع المصري كرم جابر الوصول الي المباراة النهائية ولكن لم يحالفه الحظ واكتفي بالميدالية الفضية. جديرا بالذكر ان كرم جابر كان قد أعلن اعتزاله ولكنه رجع مرة اخري قبل الأولمبياد بخمسة أشهر فقط.

## روابط خارجية
- كرم جابر على موقع شيردوغ (الإنجليزية)
- كرم جابر على موقع قاعدة بيانات المصارعة الدولية (الإنجليزية)
- كرم جابر على موقع أوليمبيديا (الإنجليزية)
- سي أن أن العربية